# Karifamoriah
Karfamoriah ou Karifamoria est une sous-préfecture de la préfecture de Kankan, dans la région du même nom en Guinée.